# CoRoT-1
CoRoT-1, precedentemente designata CoRoT-Exo-1, è una stella della costellazione dell'Unicorno di magnitudine apparente 13,6. È una nana gialla simile al Sole, distante circa 1500 anni luce dalla Terra, attorno alla quale è stato scoperto il primo pianeta extrasolare della missione COROT, un gioviano caldo con la stessa massa di Giove ma che orbita molto in prossimità della sua stella.

## Caratteristiche
CoRoT-1 è una nana gialla di tipo spettrale G0V, con una massa e una temperatura superficiale simili a quelli del Sole. Le peculiarità del Sole sono state oggetto di studio continuo negli ultimi tre decenni; molte stelle, considerate gemelle del Sole non hanno periodi di rotazione ben noti, ad eccezione di 18 Scorpii, a lungo tempo considerata la stella più simile al Sole e che ruota più velocemente su sé stessa in quanto più giovane. Con accurate osservazioni spettroscopiche ottenute con il telescopio Subaru situato alle Hawaii si è potuto invece calcolare con buona approssimazione il periodo di rotazione di CoRoT-1, pari a 29 ± 5 giorni, compatibile con la sua età, stimata in 6,7 miliardi di anni e con la sua bassa abbondanza di litio, altro elemento indicativo dell'età di una stella in quanto questi tende ad essere bruciato nella prima parte della vita di una stella di tipo solare. 
La stella è classificata tra le variabili a transito planetario, in quanto la sua luminosità diminuisce di 0,025 magnitudini quando il pianeta transita davanti ad essa.

## Sistema planetario

Immagine che mostra un transito planetario, un metodo di scoperta dei pianeti extrasolari, come nel caso di CoRoT-1.

CoRoT-1 b, il pianeta gioviano scoperto nel 2007 mediante il metodo del transito, orbita ad appena 0,025 UA dalla stella, ed impiega solo un giorno e mezzo per compiere una rivoluzione attorno alla stella madre. Della stessa massa di Giove, ha un raggio 1,49 volte superiore a quello del maggiore dei pianeti del sistema solare. Data la vicinanza alla stella, il pianeta è molto probabilmente in rotazione sincrona, volgendo sempre lo stesso emisfero verso la stella.
Il pianeta è stato il primo ad essere osservato otticamente piuttosto che tramite osservazioni nell'infrarosso. A differenza di altri "pianeti gioviani caldi", questo evento suggerisce che il trasferimento di calore tra l'emisfero del pianeta perennemente rivolto verso la stella e l'emisfero in ombra non è particolarmente significativo.

### Prospetto sul sistema
| Pianeta | Tipo            | Massa   | Raggio  | Periodo orb.   | Sem. maggiore | Eccentricità | Incl. orbita | Scoperta |
| ------- | --------------- | ------- | ------- | -------------- | ------------- | ------------ | ------------ | -------- |
| b       | Gigante gassoso | 1,03 MJ | 1,49 RJ | 1,50896 giorni | 0,0254 UA     | —            | 85,1°        | 2007     |